# Списак генерала и адмирала Војске Југославије и СЦГ: Ф, Х, Ц, Ч, Џ и Ш
Списак особа које су у имале генералске и адмиралске чинове у Војсци Југославије (ВЈ) и Војсци Србије и Црне Горе (ВСЦГ) чије презиме почиње на слова Ф, Х, Ц, Ч, Џ и Ш, за остале генерале и адмирале погледајте Списак генерала и адмирала Војске Југославије и СЦГ.
напомена: Генералски, односно адмиралски чинови у ВЈ су били — генерал-армије (адмирал флоте), генерал-пуковник (адмирал), генерал-потпуковник (вице-адмирал) и генерал-мајор (контра-адмирал).

### Ф
- Геза Фаркаш (1942—2018), генерал-пуковник. Активна служба у ВЈ престала му је 2001. године.
- Бранко Фезер (1946), генерал-мајор. Активна служба у ВЈ престала му је 2003. године.
- Миле Филиповић (1949), генерал-мајор. Активна служба у ВЈ престала му је 2000. године.
- Мирослав Филиповић (1942—2023), генерал-мајор. Активна служба у ВЈ престала му је 1999. године.
- Божидар Форца (1957), генерал-мајор. После нестанка ВЈ, јуна 2006. војну каријеру наставио у Војсци Србије. Демобилисан је 2007. године.

### Х
- Асим Хаџиефендић (1945), генерал-мајор. Активна служба у ВЈ престала му је 2001. године.
- Иван Хочевар (1933—2021), генерал-потпуковник. Активна служба у ВЈ престала му је 1992. године.

### Ц
- Светозар Царевић (1938—2020), генерал-мајор. Активна служба у ВЈ престала му је 1993. године.

### Ч
- Вукајло Чађеновић (1949), генерал-мајор. Активна служба у ВЈ престала му је 2003. године.
- Бранко Чађо (1935—2022), генерал-мајор. Активна служба у ВЈ престала му је 1993. године.
- Трипко Чечовић (1947), генерал-потпуковник. Активна служба у ВЈ престала му је 2002. године.
- Вјекослав Чулић (1934), вице-адмирал. Активна служба у ВЈ престала му је 1992. године.
- Сретен Чупић (1934), вице-адмирал. Активна служба у ВЈ престала му је 1993. године.

### Џ
- Ђуро Џепина (1938), генерал-мајор. Активна служба у ВЈ престала му је 1996. године.

### Ш
- Томислав Шипчић (1939—2022), генерал-мајор. Активна служба у ВЈ престала му је 1993. године.
- Радослав Шкорић (1951), генерал-мајор. Активна служба у ВСЦГ престала му је 2004. године.
- Петар Шкрбић (1946), генерал-потпуковник. Активна служба у ВЈ престала му је 2001. године.
- Владан Шљивић (1935), генерал-потпуковник. Активна служба у ВЈ престала му је 1993. године.
- Милан Шуњеварић (1948), генерал-мајор. Активна служба у ВСЦГ престала му је 2005. године.
- Јован Шупић (1934), генерал-мајор. Активна служба у ВЈ престала му је 1992. године.
- Славољуб Шушић (1942), генерал-пуковник. Активна служба у ВЈ престала му је 2001. године.